# イーゴリ・オイストラフ

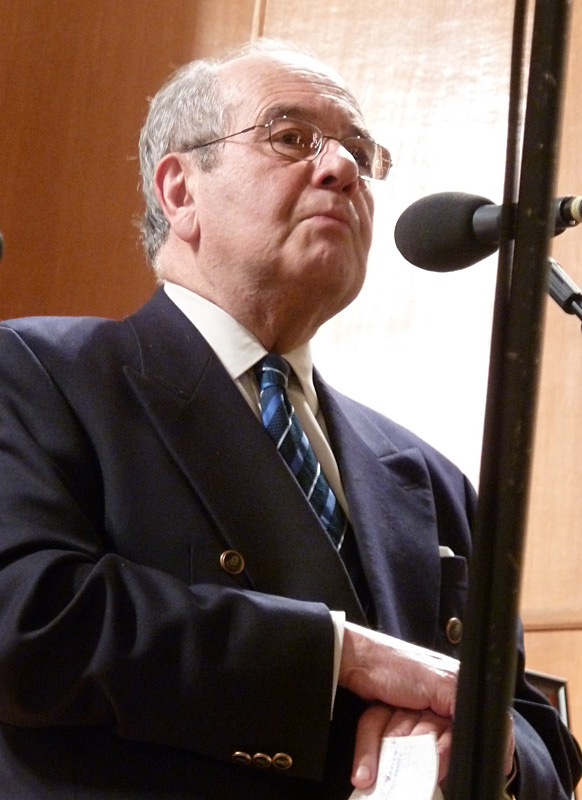
2010年撮影

イーゴリ・ダヴィドヴィチ・オイストラフ（ロシア語: Игорь Давидович Ойстрах, ラテン文字転写: Igor Davidovich Oistrakh, 1931年4月27日- 2021年8月14日）は、ウクライナ出身のヴァイオリニスト。

## 概要
ヴァイオリニストのダヴィッド・オイストラフの息子としてオデッサに生まれた。モスクワ中央音楽学校に進み、1948年、コンサート・デビューを果たした。1949年から1955年までモスクワ音楽院で学び、1952年のヴィエニャフスキ国際ヴァイオリン・コンクールで優勝している。1958年、同音楽院でヴァイオリンを教えるようになり、1965年、同音楽院の講師となった。この時期の弟子として、ザハール・ブロンやイェラ・シュピトコヴァー等がいる。1996年からブリュッセル王立音楽院の教授を務め大谷玲子やラチャ・アヴァネシアン等を教えた。
ソリストとして国際的な活躍をしていた。父ダヴィッドの存命中はリサイタルで共演した他、ダヴィッド指揮（ダヴィッドはヴァイオリニストとしてだけでなく指揮者としても知られていた）のコンサートにも顔を出していた。
小惑星「42516オイストラフ」は、オイストラフ父子の名に由来する。

## 註
1. ↑  allmusic.com